# Grumshult
Grumshult är en by i Enslövs socken, Halmstads kommun. Byn låg tidigare i Slättåkra kyrksocken och från 1862 i Slättåkra landskommun men överfördes 1863 i alla avseenden till Enslövs socken.
Bynamnet skrivs 1580 "Gremsolddt", förledet i namnet är genitivform av mansnamnet Grum och hult betyder liten skog eller skogsdunge. I Hallands beskrivning 1729 sägs Grumshult bestå av ett mantal kronojord brukat av två gårdar. Storskifte förrättades på skogsmarken 1786 och på inägorna 1787 . Laga skifte förrättades 1847 och 1849 det fanns tre brukare, två i byn och en av 1/8 i torpet Rämmen. Torpet Åsbygget uppfördes 1815, och ersattes 1885 av torpet Åsen.Fastigheten Röringen uppfördes 1962. Torpet Lilla Ryd eller Stenstugan uppfördes 1830 och övergavs 1930, ruiner efter huset syns ännu på platsen. Torpet Södra Hagarna uppfördes 1850.
Senare har delar av orten Nissaström vuxit upp på ägorna. Nissaströms kyrka uppfördes 1939 på Grumhult 1:57